# 潘季驯
潘季馴（1521年5月28日—1595年5月20日），字時良、惟良， 號印川，浙江湖州府歸安縣民籍，烏程縣人:1503，祖籍江南西道婺源（今江西），明代官員兼水利專家，1550年進士，廣東巡按御史、官拜太子太保、工部尚書兼都察院右副都御史、刑部尚書，曾在廣東推行「均平銀」徭役政策，成效顯著。潘季馴四度負責總理河道，指出當時「分黃導淮」的方法是錯誤的，提出「束水攻沙」、「束水歸槽」、「蓄清刷黃」、收緊河道的治水措施，一度有效治理黃河及漕運。潘季馴治水方案得到首輔張居正的支持，在張居正卒後被卷入清算張居正的事件，一度削職為民。潘季馴撰有《河防一覽》等著作討論治水，其治河措施代表了當時河道治理的最高水平。後來被清朝政府沿用，受譽為中國歷史上最偉大的治水英雄。

## 生平
1527年，潘季馴七歲時成為歸安縣學的附學生員，1533年十三歲，成為縣學的廪膳生員。潘季馴於1549年中舉人:14、17，1550年中進士，初授九江府推官，表現甚佳，1554年擢任監察御史。1557年，皇宮宮殿火災焚燬，需要籌集上等巨木，由潘季馴負責監管。1559年起，潘季馴先後出任廣東巡按御史、北直隸提學參政、大理寺左少卿:1503。1559年，潘季馴在廣東簡化稅收，要求其下屬在所有轄區都推行「均平銀」，讓里長十年一次出辦供應改由每年支付所取代，允許知縣徵收多一倍的里甲銀，部份攤入納稅土地，部份按丁計銀:114、148。均平銀用於支付知縣的辦公管理開支，並代替一部份里甲正役。由於數額很少，即使納稅百姓名義上支出是以前的兩倍，但他們可以從里甲正役中解脫出來，實受益良多:115、148。1561年，潘季馴調離廣東，上疏奏請在廣東推行其設計的均平里甲法，亦即一條鞭法的雛形:1503。
1565年，潘季馴晉升為右僉都御史，負責恢復決堤的黃河河道。當時沛縣一帶決堤，此段河道正是京杭大運河的一段，朝廷非常關心。此段河道位於山東、河南和南直隸三省交界，河床已經很高，加高河堤只會增加決堤的風險，將黃河向北改道不切實際，向南改道則會威脅明祖陵附近的排水系統。潘季馴作為右僉都御史，在治河上沒有決策權，地位低於朱衡。朱衡時任工部尚書兼右副都御史，三個月前受命「總理河漕」。1565年，朱衡與潘季馴意見分歧，朱衡認為沛縣一帶黃河淤積，不可能疏通，主張向北彎曲開鑿新河道。但潘季馴認為，新河道沿線地勢險峻，地下水位過高，人工河道根本無法做到夠寬夠深:1503，不能代替天然河床。二人在治河方針上爭議未決，朝廷派遣給事中何起鳴「往勘河工」，他上疏支持朱衡的提議。朱衡隨後全速開鑿新河道，於1566年秋奏稱完工。潘季馴亦一再上疏請求，朝廷允許其修復故道，但人力物力支持有限，未到年底，潘季馴因丁母憂，被迫離職。朱衡開鑿新河道，忽視了分洪的問題。不出潘季馴所料，新河道不能容納洪流，1569及1570年，彎曲河堤被沖毀，河水外洩，附近地區一片汪洋，而此時朱衡已離任:1504。
1570年9月，潘季馴再次受命負責治河，當時他已擔任右副都御史，同時有權調動當地將領。潘季馴上任後不久，泛濫區的黃河分成十幾道支流，主河道自徐州起70英里（110）內泥沙淤塞。許多官員都急於恢復漕運，意欲向東開鑿一條從宿遷向北流向昭陽湖的新河，藉此使漕船自徐州改道。潘季馴認同此一建議有其優點，但認為先開漕運後治黃河並不妥當。他預計開鑿新河（後取名為泇河）需時數年，以他當時所能調配的人力物力，遠不能讓兩項工程同時開工。潘季馴認為當務之急是徹底疏浚黃河主河槽，恢復故道，否則開鑿任何與之相連的運河都不起預期作用。潘季馴治河之策是刷深河床，加固舊堤，建造新堤，首要任務是堵塞決口以「束水歸槽」。與同期其他治河專家主張分流洩洪的想法不同，潘季馴認為黃河需要保持強大的水流，以防止水中的泥沙淤積於河道:1504。面對許多反對之聲，潘季馴堅持先用16個月疏浚河道，使黃河再次通航:1505，他幾乎堵住了黃河所有決口，加大了流向淮陰的水流。這一措施成功地恢復了大運河的漕運:14，但他卻仍遭彈劾。1571年及1572年冬，數艘漕船在主河道翻側，勘河給事中趁機參奏潘季馴沒有處理好治河與漕運。朝廷詔令潘季馴落職閑住，由朱衡接替其職:1505。
之後1573、1574年淮河泛濫，1577年黃河在崔鎮決堤，1578年潘季馴第三次總理河漕，官任右副都御史兼兵部左侍郎:1505。潘季馴在這一任上才能實現其治河計劃:14。他首先封堵了崔鎮的決口。他深信淮河清澈的水流可以沖刷黃河河道，防止泥沙淤積，因此決定引導黃、淮二水交匯於淮安。為了不讓淮河水流改道人海，他加固了淮河東西分水嶺高家堰，使淮河注入黃河。1583年3月，工程完工，潘季馴獲朝廷加授太子太保，進工部尚書。工程進行期間，潘季馴一直得到內閣首輔張居正的支持。張居正相信潘季馴的能力，卻對其治河方略有所顧慮，曾多次去信質疑潘季馴封堵崔鎮決口的做法:1505。反對的官員指出洪澤湖東岸的堤壩迫使湖水西漫，威脅明祖陵，潘季馴再次解職:15。1580年8月，潘季馴升任南京兵部尚書。1583年1月，潘季馴應召還京，改刑部尚書，隨後他被卷入清算張居正的事件。1584年夏，潘季馴懇請明神宗寬待張居正年逾八旬的母親，結果張母獲釋並可保留十畝薄田維持生計。潘季馴為張居正其他親友求情，卻導致自己丟官，當年8月，潘季馴被認定為張居正黨羽，削職為民:1506。
4年後，潘季馴復起，總理河道。在第四次治河期間，潘季馴建樹甚微，他原計劃再行恢復黃河另一段河道，但因缺乏財力而未能實現。1589至1590年間，潘季馴兩度控制了徐州一帶的黃河險情，但洪水還是接踵而來。1591年秋，決堤的洪水流入明祖陵附近大殿，潘季馴再次遭彈劾。由於身體漸衰，潘季馴向朝廷辭休，明神宗無意挽留，准其所請。1592年初，潘季馴致仕。潘季馴個人仕途的起落，反映明朝政策缺乏連貫性。潘季馴曾慨嘆，來自朝廷的壓力，遠遠大於馴服黃河。治河官員更迭頻繁，在職時間短，很少有時間實施自己的方案，他們還常遭外行的官員彈劾，一旦新方案不達預期效果，便會大受批評，壓力下不得不重回舊路:1506。

## 著作
潘季馴早期著有《兩河管見》三卷、《兩河經略》四卷、《塞決兩河大工錄》十卷，都是論述治水治河的問題。潘季馴晚年刊行《河防一覽》十四卷，其中加入其早期著作的大部份內容，書中附有地圖、黃河地理與歷史的研究、關於治河的對話體文章，以及官方文件。潘季馴的奏疏有多種版本流傳，有六卷本，亦有二十卷本，他任刑部尚書時的奏疏則輯為《刑部奏疏》兩卷。潘季馴的《留餘堂集》四卷則收錄了其詩歌與文學作品:1507。

## 治河
潘季馴面臨的治河任務非常艱巨。當時黃河水從幾個河道灌入淮河，其中主要在淮陰附近進入淮河，淮陰成為黃河、淮河和大運河三大河流的交匯處，結果泥沙逐漸堆積在黃河與淮河共用的河床上，導致淮河不能繼續從原有的河道進入大海，淮河水開始流向淮陰西面的低窪地區，積存成為洪澤湖。在黃河流域降暴雨時，黃河水會倒灌進洪澤湖，淹沒農田和洪澤湖西面的明祖陵。在黃河水倒灌期間，黃河帶來的泥沙堆積抬高了洪澤湖的湖床，最終使淮河水既不能排入洪澤湖，也不能進入原有的河道。此外，淮陰附近大運河堆積的泥沙越來越多，抬高了大運河的河床，經常導致水路運輸中斷:41。潘季馴第一次總理河道時，黃河決堤，漕運中斷，自淮陰以下的淮河河道被奪，淮河水灌入洪澤湖，蓄水量增加，結果洪澤湖和大運河的堤壩決口，引起洪水泛濫:13。他認為當時「分黃導淮」的方法是錯誤的，此方法疏浚多個河道，使黃河水「分流」進入淮河河道，此策略旨在減輕淮陰以上河堤的決堤威脅，因為一旦決堤，就會使大運河失去河水。削弱河水的沖力，以便黃河不再潰決，是河道管理的傳統方法，但潘季馴反對「分流」的方法，認為河水分流以致水流減緩，只會減弱河水沖刷泥沙的能力，用此一方案，那麼分流黃河水的諸多河道就需要不停疏浚:42。
潘季馴的治水策略可總結為「建堤束水，借水攻沙」:1506，即「束水攻沙」法，用增高和收窄堤壩的辦法加速水流，將清水引入黃河沖刷河床的淤泥:280，目的是「塞旁決以挽正流」，密集建築大壩，將從決口旁出的河水堵住，使河水集中到榦流來，以更快的水流沖刷泥沙:13。他在黃河下游興建縷堤（小堤），縮窄水流，從而約束水流，增強水勢，將泥沙沖刷入海:42。對於防洪，潘季馴尤其推崇第二道防線，稱之為「遙堤」。他指出洪水奔涌長距離後，強度已大大減弱，遙堤可更有效地抵御洪水:1506。1578—1579年，潘季馴在黃河下游築起了10.2萬丈土堤，3000丈石堤，堵塞大小決口139處，建造4條各30丈的石砌洩洪道，疏浚了11500丈河床，種植了83萬棵柳樹以鞏固壩頂。他統一了黃河水道，束水於靠近河岸的「縷堤」之內，而在大部份地區用離河1至1.5公里的「遙堤」來輔助，以防夏末秋季洪峰到達時洪水漫過縷堤:150。潘季馴亦強調，堤壩不應築成幾十里、幾百里相連不絕:96，有些地方應建造得深一些，而有些地方則用來放水洩洪。為了防止在險情中洪水衝破堤壩，潘季馴使用「柳輥」，這種柳輥是由植物、泥土和柳枝做成的大圓柱體，遇水可以膨脹，因而不致被急流沖走，可以固堤，使河堤合龍和迫使河水改道，最大的直徑達六米有餘:1506-1507:96。
潘季馴「收緊河道」的同時，沒有忽略蓄洪區的作用:1507，其治河的第二項重要措施是「蓄清刷黃」，用位於黃河與淮河交匯處的洪澤湖來儲蓄淮河的清水，將清水排放到黃、淮河道，用以增加河流沖刷泥沙的力量:42。潘季馴認為應封堵洪澤湖， 使淮河可以通過出口奔向黃河，這樣既可保護江北低地免受洪災，又能幫助沖刷黃河河床的泥沙淤積。他的目標是使淮河水七成注入黃河，三成注入大運河:141。1579年，潘季馴修建了橫跨淮河的高家堰，將淮河和另外兩條河流的清水蓄積在洪澤湖中，不斷加高洪澤湖東岸的高家堰，可確保洪澤湖水位高於黃河:280。由於洪澤湖水位高，淮河的清水能高速流入淮陰，將黃河泥沙沖刷入海，同時為大運河提供穩定水源。潘季馴在洪澤湖大堤上興建「溢流壩」，以便控制排洪。這幾年間淮河趨於穩定，大運河保持暢通:13-15。潘季馴讓洪澤湖定期開閘放水（「束水歸漕」），讓漕船得以通過:278。此外，潘季馴曾提出在黃河上游地區興建蓄水池，目的是調節水流，但計劃不能實現:44。

## 宗教
1571年，潘季馴到邳州治水，當地民眾認為，金龍四大王謝緒以及武安王關羽守護著該片土地，應向他們祈禱。潘季馴一開始斥之為迷信，拒絕舉行祭祀，但因黃河泛濫，工程無法進行，潘季馴意識到應利用人們對關羽的信仰:153、155，只好祭祀祈禱。神靈附體在孩童身上，宣佈黃河恢復正常的時日。人們聽信預言而感安心，工程順利進行，在預期之日得以完工。潘季馴認為是皇帝的至德感應河神，而且下邳是三國時關羽死守的地方，因此他向皇帝請求賜予匾額並修建廟宇。1579年，淮安的治水工作陷入困境，潘季馴發誓不成功便不回去。當天夜裏，潘季馴夢見赤面美髯的關羽，獲告知工程一定會成功。他醒來後確信關羽將會助力；治水成功後，潘季馴與巡撫江一麟、鎮守總兵湯世隆等官員一同捐款修建關帝廟。1590年，潘季馴以關羽曾在治河過程中顯靈，奏請賜予關羽封號:153-154。

## 地位與評價
潘季馴受譽為中國歷史上最偉大的治水英雄:41:149。他的治河措施代表了當時河道治理的最高水平。他「束水攻沙」和「蓄清刷黃」的兩種措施，後來被清朝政府沿用，也成為20世紀治水的基本原則:42。清代靳輔沿用潘季馴的治河方案，繼承「束水攻沙」的思想:16；現代科學也印證了他的治河思想:76。現代中國政府充分肯定潘季馴的貢獻，但也強調他沒有從根本上解決黃河問題:152。伊懋可則批評潘季馴判斷有誤，有思慮不周之處，其治河工程增加了入海口的泥沙，降低了下游的坡度:150-151。

## 家族
曾祖父潘璿。祖父潘孝，州判官。父潘夔，監生。母閔氏。具慶下。兄潘伯驤、潘仲驂、潘叔駿。從兄潘可賢（貢士）。
子潘大復。